# Vittimologia
(Definizione di Vittima, dalla Risoluzione delle Nazioni Unite)
La vittimologia è la disciplina che studia la relazione tra vittima e autore dell'atto vittimizzante (compreso il contesto in cui tale comportamento violento è avvenuto), tra vittime e sistema giudiziario (polizia, magistratura e amministrazione penitenziaria) e tra vittime e altre istituzioni (mass media, gruppi d'interesse e associazioni), al fine di giungere a una conoscenza e comprensione dei protagonisti del reato, a scopo terapeutico, preventivo e riparatorio. La vittimologia, comunque, non si limita allo studio della vittima ma comprende anche forme di violazione dei diritti umani.

## Propensione della vittima
Si tratta di uno dei più controversi problemi discussi attualmente in letteratura in quanto è un modo altamente moralistico di attribuire una colpa alla vittima di un crimine, cosiddetto colpevolizzazione della vittima. La teoria dei fattori ambientali dice che l'ambiente e il contesto possono condizionare o favorire la possibilità di una vittima di incontrare l'aggressore.
Ci sono stati alcuni studi recenti che dimostrano la reale esistenza di propensione al vittimismo. Contrariamente alle credenze popolari secondo le quali sarebbero le donne ad essere le vittime, e perciò più propense rispetto agli uomini, attualmente gli uomini tra i 24 e 34 anni sono più propensi ad essere vittime di recidive. Poiché ogni ricerca utilizza differenti metodi, i risultati sono verificabili e possono inferire su altri progetti.
Lo studio della vittimologia può anche comprendere la “cultura del vittimismo”, nella quale la vittima di un crimine rivela il proprio status, asserendo di essersi creata da sé la vicenda criminale per attirare le simpatie di colleghi o amici.
Nel caso della delinquenza minorile, l'analisi dei dati dimostra anche che le persone sono più propense ad essere vittimizzate da qualcuno che conoscono; i reati più frequenti commessi da adolescenti, infatti, sono la violenza sessuale, la violenza di gruppo, e l'omicidio. Gli adolescenti vittimizzano le persone che non conoscono generalmente quando commettono aggressioni, rapimenti, rapina a mano armata e rapina con scasso.
Le prostitute sono riconosciute come coloro che soffrono l'incidenza più elevata di crimini violenti nonché di casi irrisolti, e non ci sono neppure molti studi vittimologici al riguardo.

### Errore fondamentale di attribuzione
In psicologia sociale, l'Errore fondamentale di attribuzione (nota anche come corrispondenza di pregiudizi o effetto di attribuzione) descrive la tendenza a sopravvalutare la disposizione o le spiegazioni personali sui comportamenti osservati altrui mentre si sottovalutano spiegazioni contingenti dettate dal caso. Il termine fu coniato da Lee Ross qualche anno dopo l'esperimento compiuto da Jones E.E., Harris V. (1967).
L'errore fondamentale di attribuzione è più visibile quando le persone descrivono il comportamento ad altri. Ciò non spiega le interpretazioni di un comportamento personale – dove i fattori contingenti sono spesso assunti nella considerazione. Tale discrasia è cd. “distorsione dell'attore osservato”. Si consideri il seguente caso:
La predisposizione della vittima o la colpa può essere una forma di errore di attribuzione fondamentale, e più specificamente, un'Ipotesi del mondo giusto.
L'ipotesi del mondo giusto è la credenza per la quale le persone subiscono ciò che desiderano. L'attribuzione degli insuccessi a cause personali piuttosto che quelle dettate dal caso, che sono immutabili ed incontrollabili, soddisfano la credenza per la quale il mondo è lontano e che abbiamo il controllo sul nostro destino. Siamo stimolati a vedere un mondo giusto perché questo riduce la nostra percezione delle minacce, conferendo un senso di sicurezza, aiutandoci a trovare il significato in circostanze difficili e favorirci psicologicamente.. Sfortunatamente, l'ipotesi del modo giusto si associa anche alla tendenza delle persone ad emarginare i sopravvissuti di una tragedia o di un incidente, come le vittime delle violenze sessuali e violenza domestica per rassicurare se stessi sulla insormontabilità di tali eventi. La gente può anche arrivare a tali estremi, come le difficoltà della vittima a superare il trauma e la tendenza a nascondersi dietro una giustificazione per il proprio insuccesso.

## Predisposizione della vittima
La scelta di utilizzare la predisposizione della vittima al contrario di "vittimizzazione" o qualche altro termine è dovuto al fatto che non attribuisce alcuna colpa alla vittima, ma piuttosto si concentra sulle interazioni che fanno di lui/lei vulnerabile ad un reato.
Mentre la propensione alla vittima si riferisce alla colpevolizzazione della vittima, l'idea che sta alla base della predisposizione della vittima è lo studio degli elementi che rendono la vittima più vulnerabile agli attacchi. In un articolo che sintetizza le più recenti scoperte in materia vittimologica, si indica la predisposizione come un modello che descrive la cattiva interpretazione dell'aggressore sul comportamento della vittima. Si basa sulla teoria dell'interazionismo simbolico e non solleva l'aggressore dalle sue responsabilità.
In una ricerca condotta su 329 serial killer, sono stati analizzati i comportamenti delle loro vittime, suddividendole in tre gruppi in base ad una serie di variabili quali l'ammontare di tempo trascorso con persone sconosciute, il tipo di impiego e la loro ubicazione al momento del compimento del reato. I risultati dimostrano che il 13-15% delle vittime avevano una predisposizione elevata, mentre il 60-74% ne avevano di meno e solo il 23-25% ne avevano una di livello intermedio. I risultati, inoltre, indicano che dopo il 1975, una vittima su cinque che fa l'autostop, lavorando come prostituta, coinvolge se stessa in situazioni in cui spesso entra in contatto con sconosciuti.
L'importanza nello studiare e comprendere la predisposizione è continuata anche nella ricerca scientifica. Di conseguenza, uno studio sulla facilitazione stimola l'opinione pubblica, induce a maggiori ricerche sulla coppia penale (vedi infra), e sull'eziologia del crimine violento. Uno degli scopi più convenienti di tale ricerca è di informare l'opinione pubblica al fine di incrementare il livello di attenzione affinché possa diminuire il rischio di vittimizzazione. Un altro obiettivo è di stimolare le indagini. In particolare, l'analisi delle reti sociali permette di comprendere come un'area sociale diventi più a rischio di omicidi seriali rispetto ad altre. Ciò può essere dovuto alla predisposizione perché le reti sociali delle vittime sono allocate in aree dove le vittime sono più vulnerabili. Tramite queste strategie, gli investigatori possono creare dei profili geografici dove gli incontri sono più rischiosi tra serial killer e le vittime.

## Coppia penale: autore e vittima
La coppia penale è la relazione criminologica che intercorre tra aggressore e vittima. Il titolo fu coniato da un sociologo nel 1963  accettato dalla comunità scientifica. secondo cui «quando si commette un reato, ci sono sempre due parti in causa, una è rappresentata dall'aggressore e l'altra dalla vittima, che ha dato (volente o nolente) l'opportunità di commettere quel crimine» La vittima, sotto tale punto di vista, è un «membro della coppia penale e potrebbe assumere una responsabilità funzionale al compimento del crimine».

## Giustizia riparativa
Si tratta di un modello di giustizia che coinvolge: vittima, autore del reato e comunità. Attraverso tale programma si ricercano soluzioni agli effetti del conflitto generato dal comportamento incriminato, allo scopo di promuovere la riparazione del danno, la riconciliazione tra le parti e il rafforzamento del senso di sicurezza nella comunità.
Il programma di impatto sulla vittima è una forma di giustizia riparativa nella quale la vittima (o un parente o un amico della vittima deceduta) si incontra con l'imputato per conferire con lui su come il suo crimine ha avuto conseguenze nella sua vita, nella speranza dell'assoluzione o della liberazione anticipata.

## Disturbo post traumatico da stress
I problemi più frequenti, che coinvolgono tre quarti delle vittime, sono di tipo psicologico, che, tra l'altro, includono: paura, ansia, tensione nervosa, deficit di autostima, aggressività, emarginazione sociale, ed insonnia. Tali problemi spesso sono concomitanti con la sindrome da Disturbo post traumatico da stress (PTSD). I postumi da trauma sono altresì sottesi a preesistenti problemi della sfera emotiva così come a variabili socio-demografiche. Ciò è stato riconosciuto come una delle cause principali di tale sindrome per la quale le persone anziane si trovano ad essere più colpite.(Ferraro, 1995)
Le vittime possono fare esperienza delle seguenti situazioni psicologiche:
- Incremento della vulnerabilità personale;
- Ambiente sociale inteso come oscuro ed incomprensibile;
- Percezione di se stessi in base a punti di vista negativi[31]

L'esperienza della vittimizzazione può determinare una progressione negativa del livello di paura da parte della vittima del crimine e persino giungere a forme di fobia sociale.

## Tasso di vittimizzazione in Italia
L'Indagine sulla vittimizzazione criminale in Italia (IVICI) è uno strumento per misurare e conoscere quei reati che le vittime non hanno denunciato né alle forze dell'ordine né alla magistratura e che rimarrebbero altrimenti sconosciuti, nonostante la loro consistenza.  L'indagine ha come fonte primaria il tasso di vittimizzazione: «ogni anno si registrano dati su un campione di 77,200 famiglie includendo almeno 134,000 individui con caratteristiche e conseguenze simili alla vittimizzazione in Italia. Tale ricerca stimola il governo ad analizzare l'incidenza su alcuni reati quali stupri, incesti, saccheggi, aggressioni, furti, rapine con scasso, sottrazione di motocicli ed autoveicoli ed inferire le conclusioni all'intera popolazione (donne, anziani, minori, immigrazione, etc.)». In accordo con l'Istat, l'Ivici indica che, dal 1994 al 2008, il tasso di vittimizzazione per i reati violenti (rapine, aggressioni), lo scippo, i furti di auto/moto e maltrattamenti di animali è maggiore al Sud, ma è più alto al Nord per borseggi, furti a distanza, furti con scasso e atti di vandalismo. In entrambi i casi si riscontra un incremento dei tassi in prossimità delle zone metropolitane (Bologna, Milano, Genova).

## Prospettive sulla vittimologia
Molti paesi finanziano programmi di ricerca sulla vittimologia destinando maggiori risorse alla lotta alla microcriminalità ma meno per quelli che si realizzano con una minore frequenza quali omicidi o abuso di sostanze illegali. Poiché sono falliti i tentativi di utilizzare i risultati di queste ricerche per analisi di efficienza relativa (confronti), la valutazione delle definizioni dei reati e altre distinzioni metodologiche sono ancora ad un livello sperimentale in ambito internazionale, si segnala tra l'altro l'International Crime Victims Survey (ICVS) che, dopo il primo finanziamento nel 1989, è stato prorogato per ben quattro volte e cioè nel 1992, nel 1996, nel 2000 e nel 2004/2005.
A fronte delle conseguenze della globalizzazione e del graduale ritiro dello Stato dalle politiche pubbliche, inoltre, i governi si stanno chiedendo quale sia il miglior modo per tutelare i diritti delle vittime, senza subire contraccolpi sulle finanze nazionali. Il termine vittimologia, infatti, indica la disciplina che studia i danni inflitti a vittime durante la commissione di un reato nonché e l'obiettivo correlato per il risarcimento della vittima, come un indice di riparazione, perché in criminologia, la sola attribuzione della pena non è sufficiente per risarcire il danno. Nel Codice di procedura penale, sono previste diverse norme per il risarcimento alla vittima. Ma in alcuni paesi in via di sviluppo le misure compensative non sono sufficienti e ciò merita maggiore attenzione da parte della comunità internazionale al fine di introdurre quelle riforme necessarie anche per tutelare le vittime, sia moralmente che materialmente, anche al di fuori dei propri confini nazionali.

### Fonti normative
- Dichiarazione sui diritti fondamentali per le vittime del crimine e di abuso di potere, 1985.